# Laetesia intermedia
Laetesia intermedia là một loài nhện trong họ Linyphiidae.
Loài này thuộc chi Laetesia. Laetesia intermedia được A. David Blest & Cor J. Vink miêu tả năm 2003.